# Filipe Guilherme Augusto de Neuburgo
Filipe Guilherme Augusto de Neuburgo (em alemão:  Philip Wilhelm August; Neuburgo, 19 de novembro de 1668 – Zákupy, 5 de abril de 1693) foi um nobre alemão pertencente à Casa de Wittelsbach, sendo Conde Palatino de Neuburgo.

## Biografia
Filipe Guilherme Augusto era o décimo terceiro filho, num total de 17, do Eleitor Palatino Filipe Guilherme (1615-1690) de da sua segunda mulher, Isabel Amália (1635-1709), filha do Landgrave Jorge II de Hesse-Darmstadt.
A sua irmã mais velha, Leonor Madalena casou com o imperador Leopoldo I em 1676. Em agosto de 1689, após ter visitado o seu irmão Francisco Luís, em  Breslau e a sua irmã, a imperatriz em Viena, Filipe Guilherme iniciou o seu Grand Tour pela Itália.
Filipe Guilherme Augusto escolheu uma carreira secular ingressando no serviço militar. Veio a falecer com apenas 24 anos, tendo sofrido, durante sete dias, de uma "febre maligna" sendo sepultado na igreja paroquial de Zákupy. O seu coração foi colocado na igreja da corte de Neuburgo do Danúbio.

## Casamento e descendência
Casou, a 29 de outubro de 1690 em Raudnitz, com Ana Maria Francisca (1672–1741), filha do Duque Júlio Francisco de Saxe-Lauemburgo. A cerimónia de casamento, que teve que ser adiada dada a doença e morte do pai de Filipe Guilherme Augusto (o Eleitor Palatino), foi realizada com "simplicidade". Do casamento nasceram duas filhas:
- Leopoldina Leonor (22 de outubro de 1691 – 8 de março de 1693), morreu com um ano de idade;
- Maria Ana Carolina (30 de janeiro de 1693 – 12 de setembro de 1751), que casou, em 1719 com Fernando Maria Inocêncio da Baviera[2] (1699–1738), com descendência.